# Litvínovice
Litvínovice (deutsch Leitnowitz) ist eine Gemeinde in Tschechien. Sie liegt zweieinhalb Kilometer südwestlich des Stadtzentrums von Budweis in Südböhmen und gehört zum Okres České Budějovice.

## Geographie
Litvínovice befindet sich linksseitig der Moldau im Budweiser Becken. Das Dorf erstreckt sich in der Talmulde des Moldauzuflusses Litvínovický potok, der westlich des Ortes in den Teichen Horní litvínovický rybník, Prostřední litvínovický rybník und Dolní litvínovický rybník gestaut wird. Nordwestlich erhebt sich der Hügel Švábův hrádek (428 m). Am östlichen Ortsrand verläuft die Silnice I/3 (ein Teil der Europastraße 55) zwischen České Budějovice und Velešín. Gegen Süden und Südwesten erstreckt sich das Areal des Flughafens České Budějovice.
Nachbarorte sind Čtyří Dvory und sídliště Šumava im Norden, Budweis-Vnitřní město und Stromovka im Nordosten, České Budějovice-Linecké předměstí im Osten, Stecherův Mlýn und Rožnov im Südosten, Planá im Süden, Homole und Nové Homole im Südwesten, Šindlovy Dvory im Westen sowie U Cihelny, U Lesa und Branišov im Nordwesten.

## Geschichte
Die erste schriftliche Erwähnung von Lutwinouich erfolgte 1259 in einer Urkunde Wok von Rosenbergs über die Überlassung des Zehnts mehrerer Dörfer an das neugegründete Kloster Hohenfurth. Später erwarb die Stadt Budweis das Dorf. Im Jahre 1498 bestätigte König Vladislav II. Jagiello der Stadt den „langjährigen Besitz“ der Dörfer Wrata, Wesce (Vesce), Pucharky (Pohůrka), Dubiczen, Lince (Hlinsko), Mlade (Mladé), Wrben německá oder Suchowrbnj (Suché Vrbné), Rožnow (Rožnov), Litwinowice, Ssindlowy Dwory (Šindlovy Dvory), Haklowy Dwory (Haklovy Dvory) und Wrben česká (České Vrbné). Die Dörfer wurden 1543 in der Landtafel als Besitz der königlichen Stadt Budweis eingetragen. Im Jahre 1840 bestand Leitnowitz / Litwinowice bzw. Litmanice aus 29 Häusern mit 201 Einwohnern. Zum Ort gehörte die südöstlich an der Moldau gelegene Rustikalmühle Fürstenmühle (Stecherův Mlýn). Gepfarrt war das Dorf zur Budweiser Domkirche St. Nikolaus. Bis zur Mitte des 19. Jahrhunderts blieb das Dorf immer der Stadt Budweis untertänig.
Nach der Aufhebung der Patrimonialherrschaften bildete Leitnowitz/Litvínovice ab 1850 einen Ortsteil von Rožnov / Strodenitz in der Bezirkshauptmannschaft und dem Gerichtsbezirk Budějovice/Budweis. 1867 löste sich das Dorf von Rožnov los und bildet mit der Einschicht Lannas Sägemühle (Stecherův Mlýn) eine eigene Gemeinde. 1910 lebten in Leitnowitz/Litvínovice 453 Einwohner, davon waren 345 Deutsche und 108 Tschechen. Das Dorf gehörte zur deutschen Sprachinsel um die Stadt Budweis. Mit Beginn des Jahres 1952 wurde Litvínovice nach České Budějovice eingemeindet, ab dem 17. Mai 1954 wurde das Dorf wieder selbständig. Am 12. Juni 1960 erfolgte die Eingemeindung von Šindlovy Dvory und Mokré. Seit dem 5. April 2007 führt die Gemeinde ein Wappen und Banner.

## Meteorologische Station
An der Ansiedlung Stecherův Mlýn befand sich in der ersten Hälfte des 20. Jahrhunderts eine Wettermessstation. Am 11. Februar 1929 maß der Budweiser Gymnasialprofessor und Amateurmeteorologe Jaroslav Maňák mit −42,2 °C einen neuen Kälterekord in der Tschechoslowakei, der nach wie vor Bestand hat. Der extreme Kältewert wurde bei einer Inversionswetterlage und hoher Schneedecke gemessen, zudem lag die Messstation in Wassernähe.

## Gemeindegliederung
Die Gemeinde Litvínovice besteht aus den Ortsteilen Litvínovice (Leitnowitz), Mokré (Gauendorf) und Šindlovy Dvory (Schindelhöf) sowie der Ansiedlung Stecherův Mlýn. Grundsiedlungseinheiten sind Litvínovice, Mokré, Mokré-východ und Šindlovy Dvory.

## Bevölkerungsentwicklung
| Jahr      | 1869 | 1880 | 1890 | 1900 | 1910 | 1921 | 1930 | 1950 | 1961 | 1970 | 1980 | 1991 | 2001 | 2011 | 2021 |
| --------- | ---- | ---- | ---- | ---- | ---- | ---- | ---- | ---- | ---- | ---- | ---- | ---- | ---- | ---- | ---- |
| Einwohner | 546  | 566  | 684  | 704  | 937  | 824  | 910  | 764  | 921  | 858  | 821  | 854  | 1107 | 2215 | 2650 |

## Sehenswürdigkeiten
- Kapelle in Litvínovice, erbaut 1861. Im Jahre 2004 wurde die Außenhaut mit Unterstützung ehemaliger deutscher Bewohner saniert.[11]
- Kapelle in Šindlovy Dvory
- Kapelle in Mokré
- Gehöfte mit Schmuckelementen des Bauernbarock

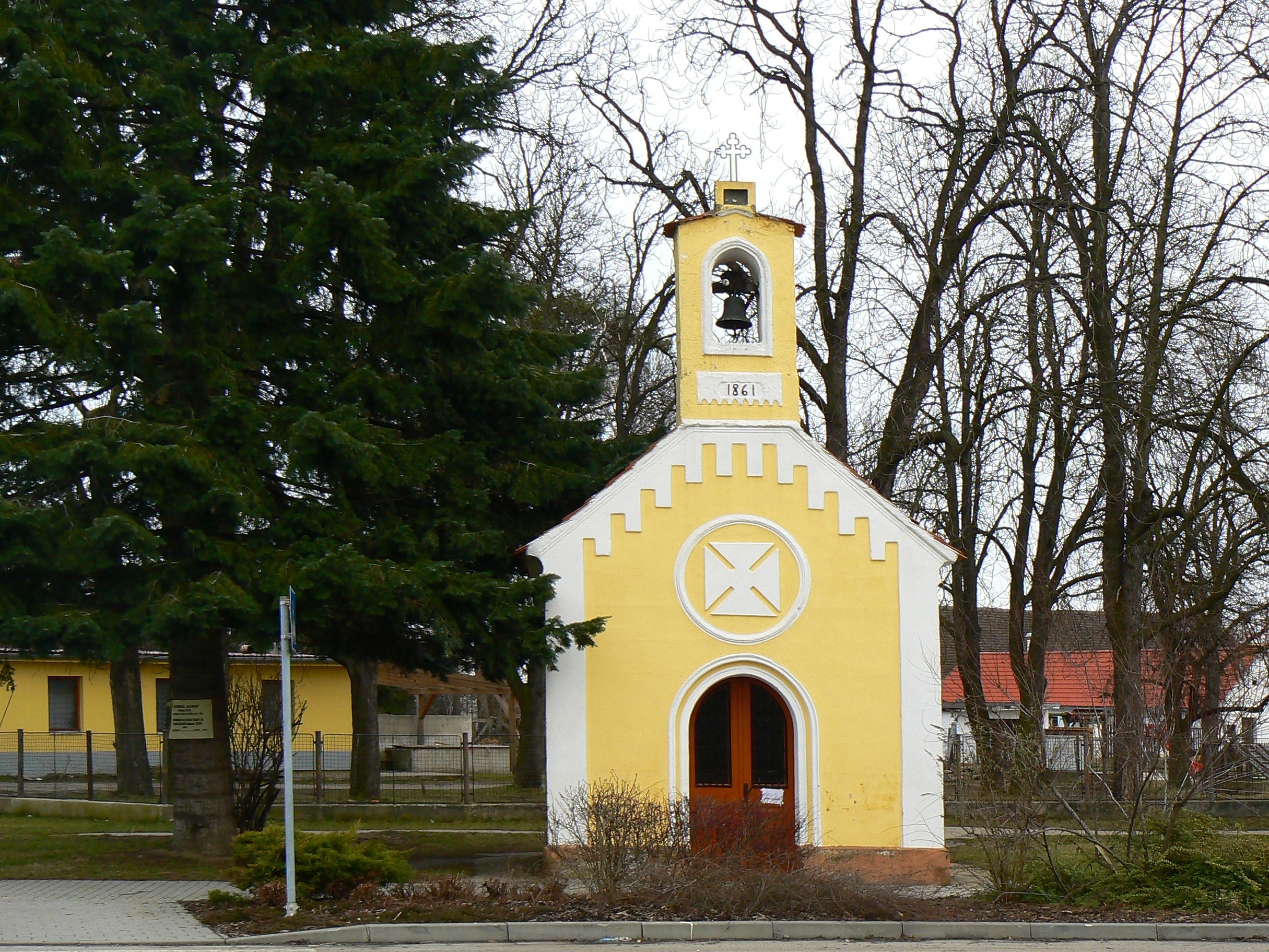
Kapelle in Litvínovice
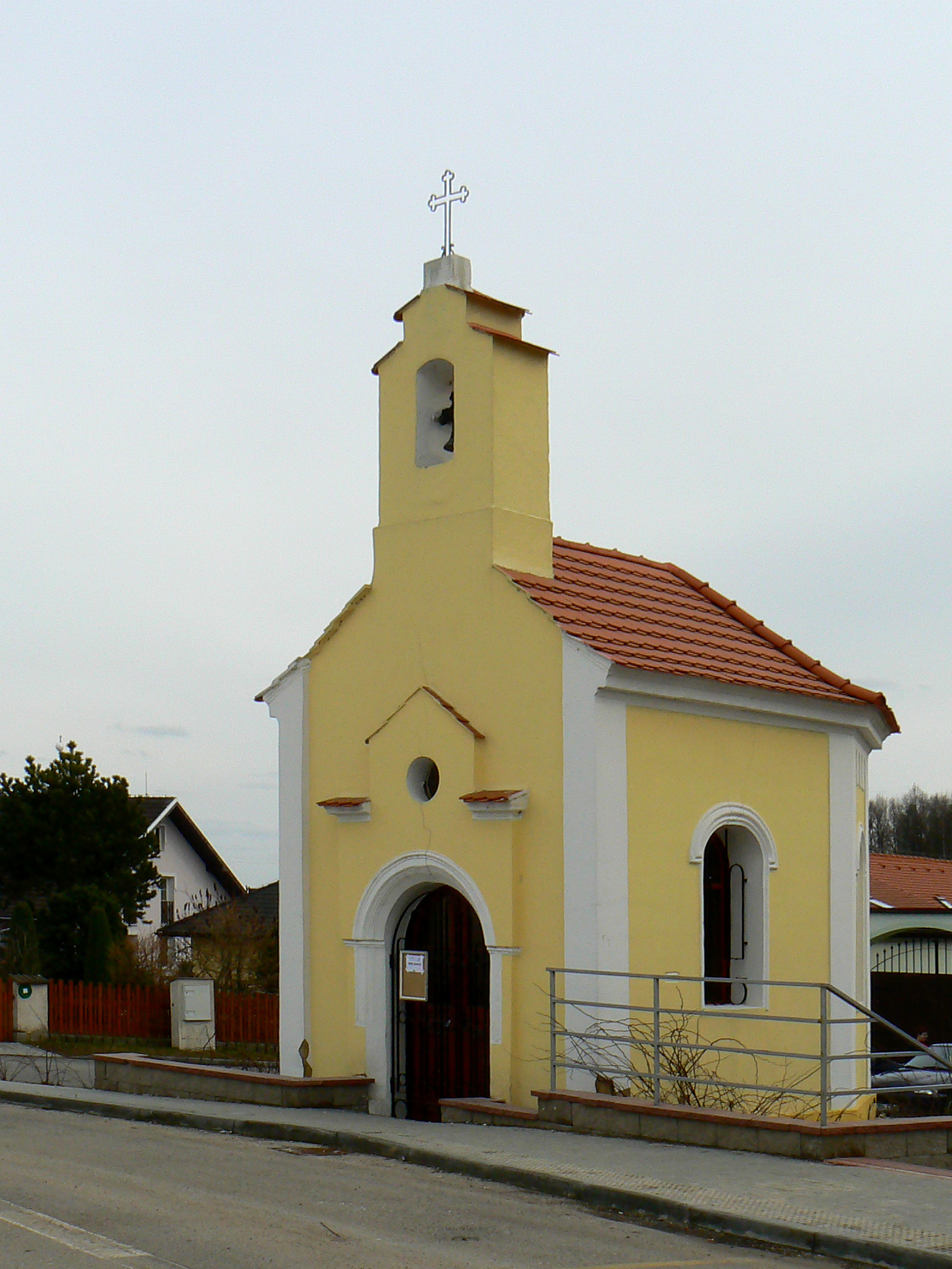
Kapelle in Šindlovy Dvory
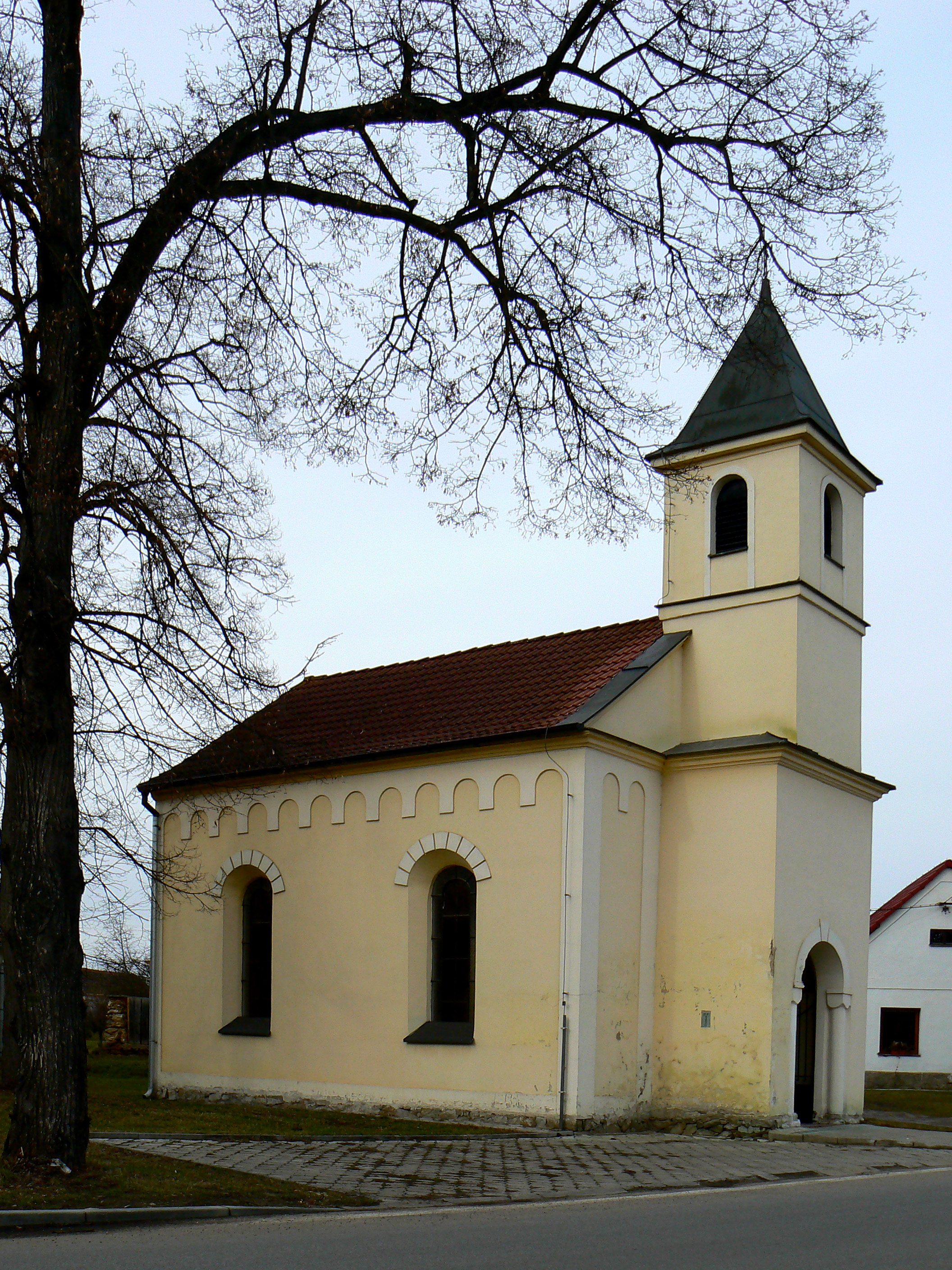
Kapelle in Mokré
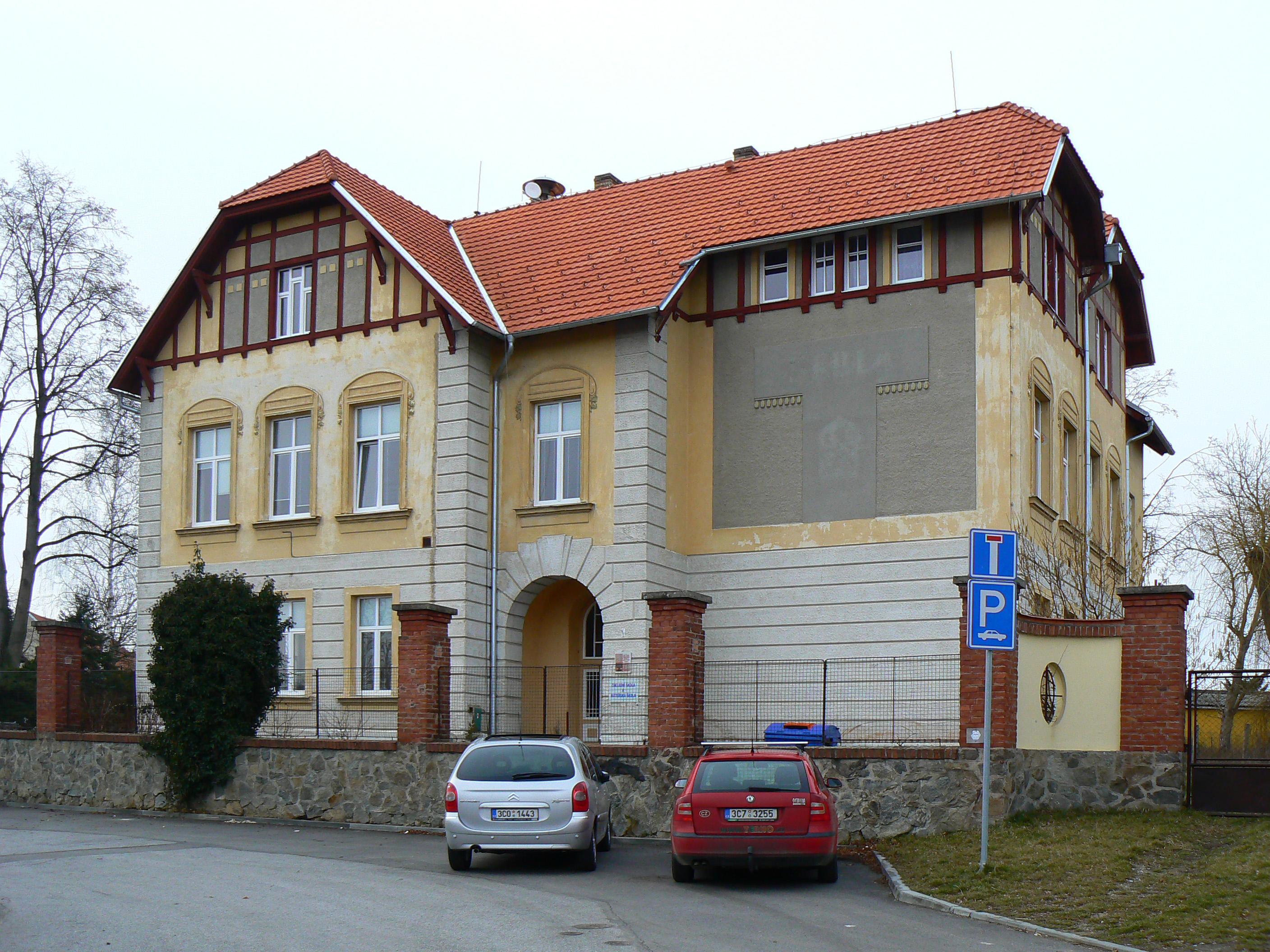
Grundschule und Kindergarten in Šindlovy Dvory
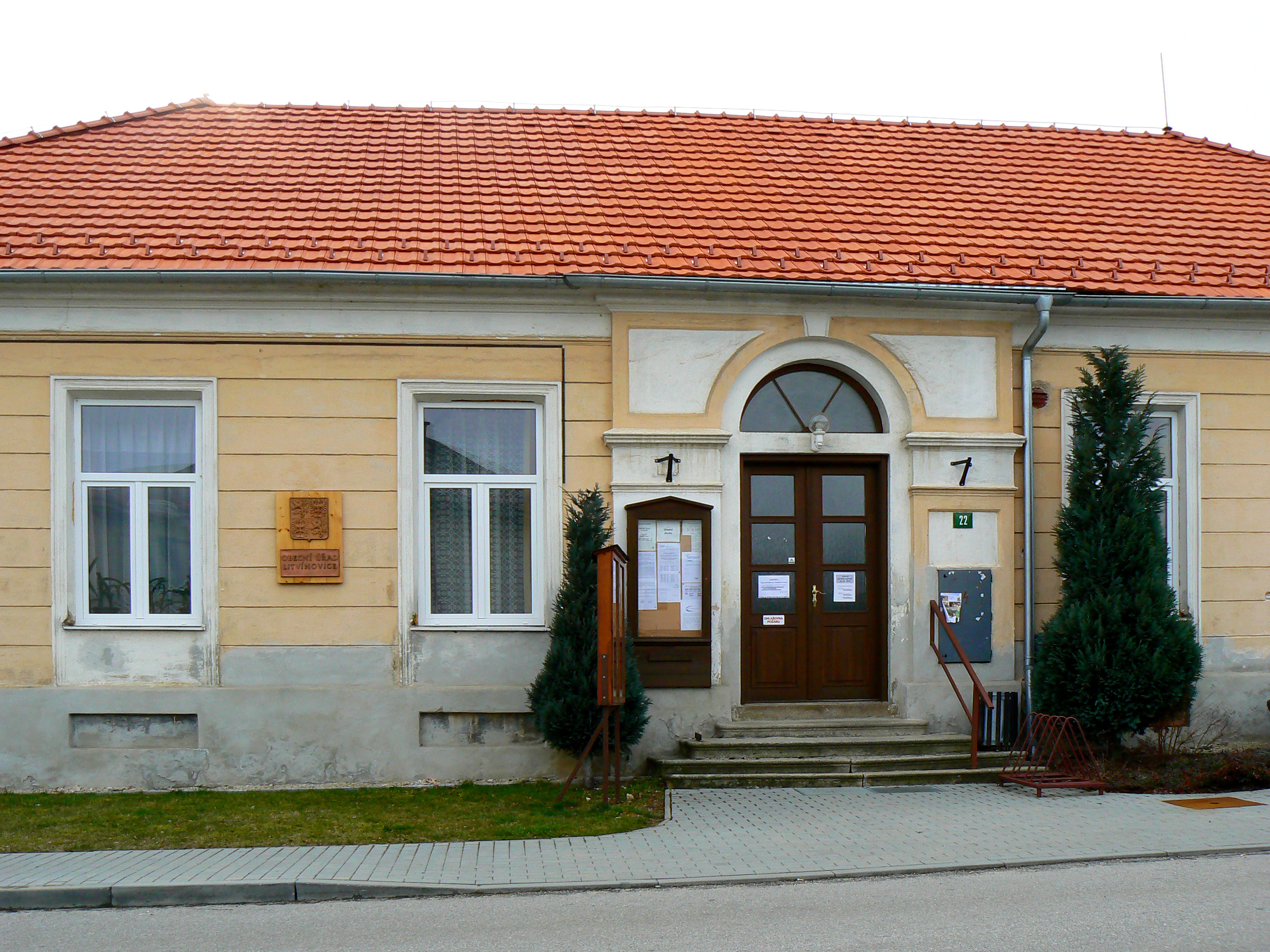
Gemeindeamt